# Синиша Линич
Синиша Линич (хорв. Siniša Linić, нар. 23 серпня 1982, Рієка) — хорватський футболіст, що грав на позиції півзахисника.
Виступав, зокрема, за клуб «Рієка», а також національну збірну Хорватії.
Дворазовий володар Кубка Хорватії.

## Клубна кар'єра
Народився 23 серпня 1982 року в місті Рієка. Вихованець футбольної школи клубу «Рієка». Дорослу футбольну кар'єру розпочав 1999 року в основній команді того ж клубу, в якій провів два сезони, взявши участь у 2 матчах чемпіонату. 
Протягом 2001—2002 років захищав кольори клубу «Орієнт».
Своєю грою за останню команду знову привернув увагу представників тренерського штабу клубу «Рієка», до складу якого повернувся 2002 року. Цього разу відіграв за команду з Рієки наступні п'ять сезонів своєї ігрової кар'єри. Більшість часу, проведеного у складі «Рієки», був основним гравцем команди. За цей час двічі виборював титул володаря Кубка Хорватії.
Згодом з 2007 по 2016 рік грав у складі команд «Хайдук» (Спліт), «Бней-Єгуда», «Істра 1961», «Копер» та «Істра 1961».
Завершив ігрову кар'єру у команді «Гробнічан Чавле», за яку виступав протягом 2016—2020 років.

## Виступи за збірні
У 1998 році дебютував у складі юнацької збірної Хорватії (U-15), загалом на юнацькому рівні взяв участь у 27 іграх, відзначившись одним забитим голом.
Протягом 2003–2004 років залучався до складу молодіжної збірної Хорватії. На молодіжному рівні зіграв у 4 офіційних матчах.
У 2006 році дебютував в офіційних матчах у складі національної збірної Хорватії.
Загалом протягом кар'єри в національній команді, яка тривала 1 рік, провів у її формі 1 матч.
| Дата     | Місто   | Господарі | Результат | Гості    | Турнір           | Голи | Примітки |
| -------- | ------- | --------- | --------- | -------- | ---------------- | ---- | -------- |
| 1-2-2006 | Гонконг | Гонконг   | 0 – 4     | Хорватія | товариський матч | -    |          |
| Усього   |         | Матчів    | 1         |          | Голів            | 0    |          |

## Титули і досягнення
- Володар Кубка Хорватії (2):

«Рієка»: 2004-2005, 2005-2006